# Lucius Marcius Censorinus (consul en -39)
Lucius Marcius Censorinus est un sénateur romain du Ier siècle av. J.-C. Il est consul de la République romaine en 39 av. J.-C. sous le second triumvirat.
Lui et Caius Calvisius Sabinus, qui sera son collègue consul, sont les deux seuls sénateurs qui essaient de défendre Jules César quand ses assassins le poignardent le 15 mars 44 av. J.-C.,, et leur consulat sous le triumvirat est considéré comme une reconnaissance de leur loyauté.
Il est proconsul de Macédoine et d'Achaïe en 42-40 av. J.-C. Lui et Quintus Fabius Maximus sont les derniers proconsuls honorés à l'étranger avec le titre « sauveur et fondateur » et avec un festival portant leur nom jusqu'à l'établissement de la monarchie impériale sous Auguste. Après les guerres civiles des années 40, Censorinus a pris possession de la maison bien-aimée de Cicéron sur le mont Palatin,.

## Biographie

### Famille et origines
Les Marcii Censorini sont une branche de la gens plébéienne des Marcii mais Ronald Syme note leur « prestige ancestral, concédant à peine la préséance au patriciat ». La famille est partisane de Caius Marius et sont dans le camp des populares lors des guerres civiles des années 80 puis 40-30.
Le père de Lucius, qui porte le même nom, est l'un des ennemis de Sylla en 88 av. J.-C.

### Préture et proconsulat
Censorinus est présent au Sénat lors de l'assassinat de Jules César. Lui et Caius Calvisius Sabinus sont les deux seuls sénateurs qui essaient de défendre César,,.
Censorinus est préteur en 43 av. J.-C., de toute évidence praetor urbanus, avant de se rendre à Modène pour soutenir Marc Antoine, si une remarque caustique de Cicéron est digne de confiance. Avec les autres ayant rejoint Antoine, il est déclaré « ennemi public » par le Sénat lors de la guerre civile de Modène,,,.
Après la bataille de Philippes en 42 av. J.-C., Antoine laisse Censorinus responsable de la Macédoine et de l'Achaïe, où il reste comme proconsul jusqu'à ce qu'il soit remplacé par Caius Asinius Pollio à la fin de l'an 40 av. J.-C.

### Consulat
En l'an 39 av. J.-C., sous le second triumvirat d'Octavien, Marc Antoine et Lépide, il devient consul avec Caius Calvisius Sabinus. Cette obtention du consulat est considérée par les historiens modernes comme une reconnaissance de leur loyauté
Censorinus célèbre un triomphe sur la Macédoine le premier jour de son consulat,. Il a été argué que le triomphe a été décerné pour afficher une nouvelle concorde, l'unité récemment réaffirmée parmi les triumvirs et leur pouvoir d'honorer leurs partisans, ainsi que, secondairement, pour les réalisations de Censorinus.
Comme consuls, Censorinus et Calvisius proposent que le Sénat accède aux doléances des représentants d'Aphrodisias, qui a bénéficié du patronage de Jules César mais a ensuite enduré les exactions de Marcus Junius Brutus, Marc Antoine et une invasion de Titus Labienus. Le Sénat adopte ensuite un décret accordant l'indépendance à la cité et divers avantages.
Parmi une autre récompense de sa fidélité, Censorinus est autorisé à acheter la maison de Cicéron sur le mont Palatin, où l'orateur a fait des efforts considérables pour la restaurer après sa confiscation due à son exil. Sa valeur est estimée à 3,5 millions de sesterces. Bien que la maison palatine, ainsi que d'autres biens confisqués de Cicéron à sa mort, a été ostensiblement vendue aux enchères publiques, le symbolisme de sa possession ne peut guère avoir été laissé au hasard,,,.

### Fin de carrière
Dans l'inscription qui rapporte les quindecemviri sacris faciundis qui administrent les Jeux séculaires de l'an 17 av. J.-C., Censorinus occupe la deuxième plus haute position, juste derrière Marcus Vipsanius Agrippa. Les quindecimviri sont listés par ordre d'admission dans le collège, à l'exception d'Agrippa, donc Censorinus est alors le doyen du collège,. Il est sans doute devenu membre de ce collège sacerdotal (collegium) dès 31 av. J.-C.
Parce qu'il est connu comme étant actif sur une longue période, il est parfois considéré comme le « Marcius Censorinus » à qui Horace répond dans son quatrième livre des Odes. Cependant, ce « Censorinus » est plus souvent identifié à Caius, le fils de Lucius.

### Descendance
La fille de Lucius, à moins qu'il s'agisse de sa sœur, est mariée à Lucius Sempronius Atratinus, consul suffect en 34 av. J.-C.
Son fils, Caius Marcius Censorinus, devient consul en 8 av. J.-C.